# Lubno (Habry)
Lubno (německy Lubno) je malá vesnice, část města Habry v okrese Havlíčkův Brod. Nachází se asi 2,5 km na jihozápad od Habrů. V roce 2009 zde bylo evidováno 17 adres. V roce 2001 zde žilo 40 obyvatel.
Lubno leží v katastrálním území Lubno u Bačkova o rozloze 1,78 km2.